# Johann-Jobst-Wagenersche Stiftung

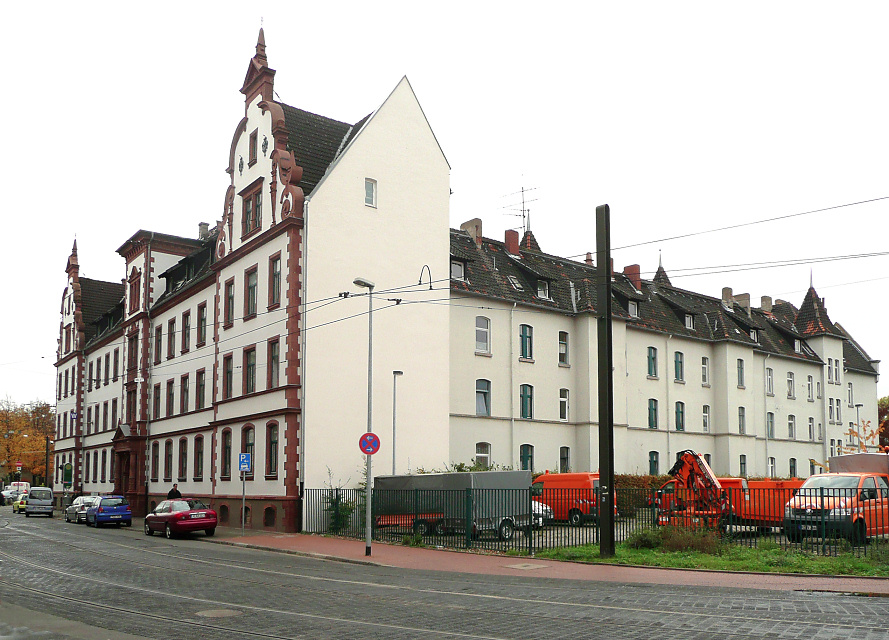
Wohngebäudekomplex der Stiftung

Die Johann-Jobst-Wagener’sche Stiftung kurz auch Wagenersche Stiftung genannt, ist eine Stiftung in Hannover, die im Stadtteil Calenberger Neustadt Wohnraum für bedürftige Menschen zur Verfügung stellt. Sie geht zurück auf den hannoverschen Bäckermeister Johann-Jobst Wagener (1712–1785). Er verfügte 1784 testamentarisch, dass von seinem Geld die „Armen, Kranken, Rathlosen und Not leidenden“ Bürger der Calenberger Neustadt unterstützt werden. Gegenwärtig betreibt die Stiftung 79 Wohnungen in der Theodor-Krüger-Straße mit einem jährlichen Umsatz von rund 250.000 Euro. Zwei ehrenamtliche Vorstände führen die Geschäfte.

## Geschichte

### Ab dem 18. Jahrhundert

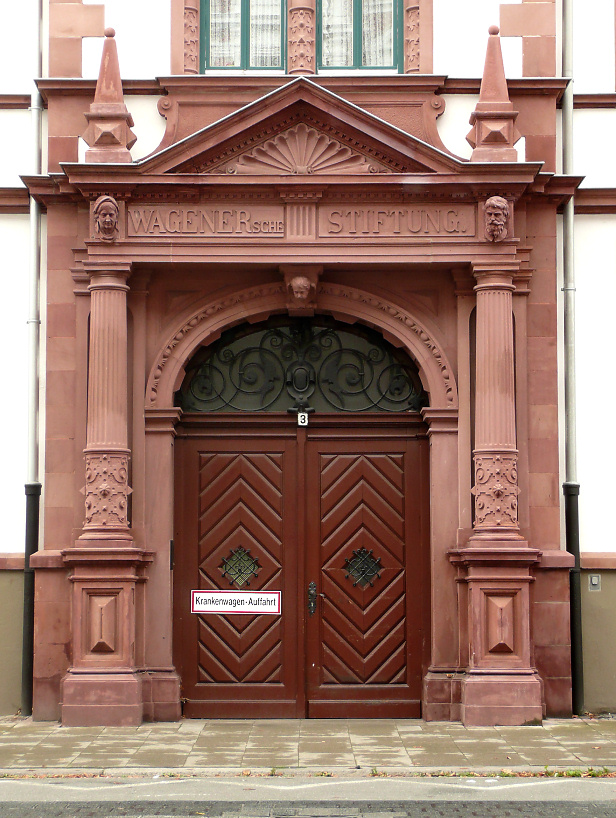
Eingangsportal

Das Testament Johann-Jobst Wageners sah vor, dass nach dem Tod „des letzten“ von seinen und seiner „Kinder Nachkommen in absteigender Linie“ eine Stiftung für die Ärmsten gegründet werde. Mit dem Tod seiner letzten Nachfahrin 1853, der kinderlosen Madame Houdart in Frankreich, trat dieser Fall ein. Zwei ehrbare Bürger aus der Calenberger Neustadt standen der Stiftung vor, die anfänglich durch direkte Zahlungen auf Vorschlag des jeweiligen Pastors der Neustädter Hof- und Stadtkirche Arme, meist Witwen, unterstützte. Die Ansicht, wie Bedürftigen effektiv geholfen werden konnte, änderte sich Ende des 19. Jahrhunderts, und die Stiftung beauftragte ab April 1896 Hermann Schaedtler mit dem Bau von 100 kleinen und preiswerten Wohnungen in einem U-förmigen Wohnhaus mit Fassadenelementen aus rötlichem Sandstein. Pläne für eine Kapelle, die auf ursprünglichen Zeichnungen zu erkennen ist, wurden nicht verwirklicht. In den 1970ern waren die Wohnungen nicht mehr zeitgemäß und viele standen leer. Die Stiftung entschloss sich zur Modernisierung unter Architekt Hartwig Hans Kühne. Eine Zentralheizung und Badezimmer wurden in den Wohnungen eingebaut. Die Grundrisse veränderten sich dadurch, und die Zahl der Wohnungen reduzierte sich auf 79.

### Unregelmäßigkeiten 2009
Über drei Generationen stellte die Familie Kasten einen der beiden Vorstände. Als August Kasten 2009 nach 30 Jahren ehrenamtlicher Tätigkeit ausschied, wurde der Bezirksratsherr Detlef Gerberding (SPD) im April 2009 sein Nachfolger. Nach rund vier Monaten Amtszeit Gerberdings wurden finanzielle Unregelmäßigkeiten in seiner Geschäftsführung entdeckt, die zu einer Niederlegung seines Vorstands- und aller politischen Ämter führte. Der Schaden wurde zunächst mit rund 30.000 Euro beziffert. Im September 2009 beschlagnahmte die Staatsanwaltschaft Akten und nahm die Ermittlungen wegen Untreue auf. Wie es dazu kam, dass Gerberding, der seit 2006 in einem Privatinsolvenzverfahren ist und zudem wegen Betruges verurteilt wurde, zum Stiftungsvorstand wurde, rief Unverständnis hervor.

## Persönlichkeiten

### Vorsteher
- 1853 – 1886: August Lüning, Kaufmann und Hofmaterialist des Kronprinzen[7]
- 1853 – 1864: Friedrich Klindworth, Buchdruckereibesitzer[7]
- 1864 – 1876: Carl Theodor Schneeweiß, Mitinhaber des Unternehmens C. Schraders Nachfolger[7]
- 1876 – 1901: Buchbindermeister Adolf Staffehl; unter ihm wurden die Gebäude in der Glocksee errichtet.[7]
- 1887 – 1913: Ernst Falkenhagen, Kaufmann aus Gretenberg (Sehnde); unter ihm wurden die Gebäude in der Glocksee errichtet.[7]
- 1901 – 1916: Fuhrunternehmer August Batterman senior[7]
- 1916 – 1948: Fuhrunternehmer August Battermann junior[7]
- 1914 – 1939: Johannes Dieckmann, Namensgeber der Druckerei Joh. Dieckmann[7]
- 1940 – 1945: Reinhard Dieckmann, der 1943 kriegsbedingt verzog und in der Folge seine Vorstehertätigkeit einstellte[7]
- 1945 – 1960: Adolf Bauck[7]
- 1948 – 1961: Jurist Wilhelm Fahlbusch[7]
- 1960 – 1907: Theodor Kasten[7]
- 1961 – 1975: Oberlandeskirchenrat, später Vizepräsident des Landeskirchenamtes Werner Knüllig[7]
- 1970 – 2009: August Kasten[7]
- 1975 – 1984: Helmut Kiene[7]
- 1984 – 1990: Fritz Lutterbeck[7]
- 1993 – 2009: Waltraut Mangels[7]
- 2009 – 2009: Detlef Gerberding[7]
- 2009 – 2010: August Kasten[7]
- 2009 – 2016: Frank Sill[7]
- 2010: Reinhold Fahlbusch[7]
- 2016 – 2016: Jörg Matthei[7]
- 2016 – 2017: Frank Sill[7]
- 2017: Gunda Pollok-Jabbi[7]
- 2018: Gerold Heppner[7]

### Sonstige Persönlichkeiten
- Im Jahr 2000 wurde die Bewohnerin und dort lange ehrenamtlich tätige Emma Frede mit der Verdienstmedaille für vorbildliche Verdienste um den Nächsten geehrt.[8]